# Christian Matthias Schröder (Politiker, 1778)
Christian Matthias Schröder (* 27. Januar 1778 in Hamburg; † 25. Januar 1860 ebenda) war ein hanseatischer Kaufmann und Hamburger Senator.

## Leben
Christian Matthias Schröder war der älteste Sohn von Christian Matthias Schröder und übernahm von diesem, gemeinsam mit seinem nächstjüngeren Bruder Anton Diedrich Schröder (1779–1855), 1807 das Handelsunternehmen Christ. Matthias Schröder & Co. Sein jüngerer Bruder Johann Heinrich gründete etwa zur selben Zeit die Firma J. Henry Schröder & Co. in London.

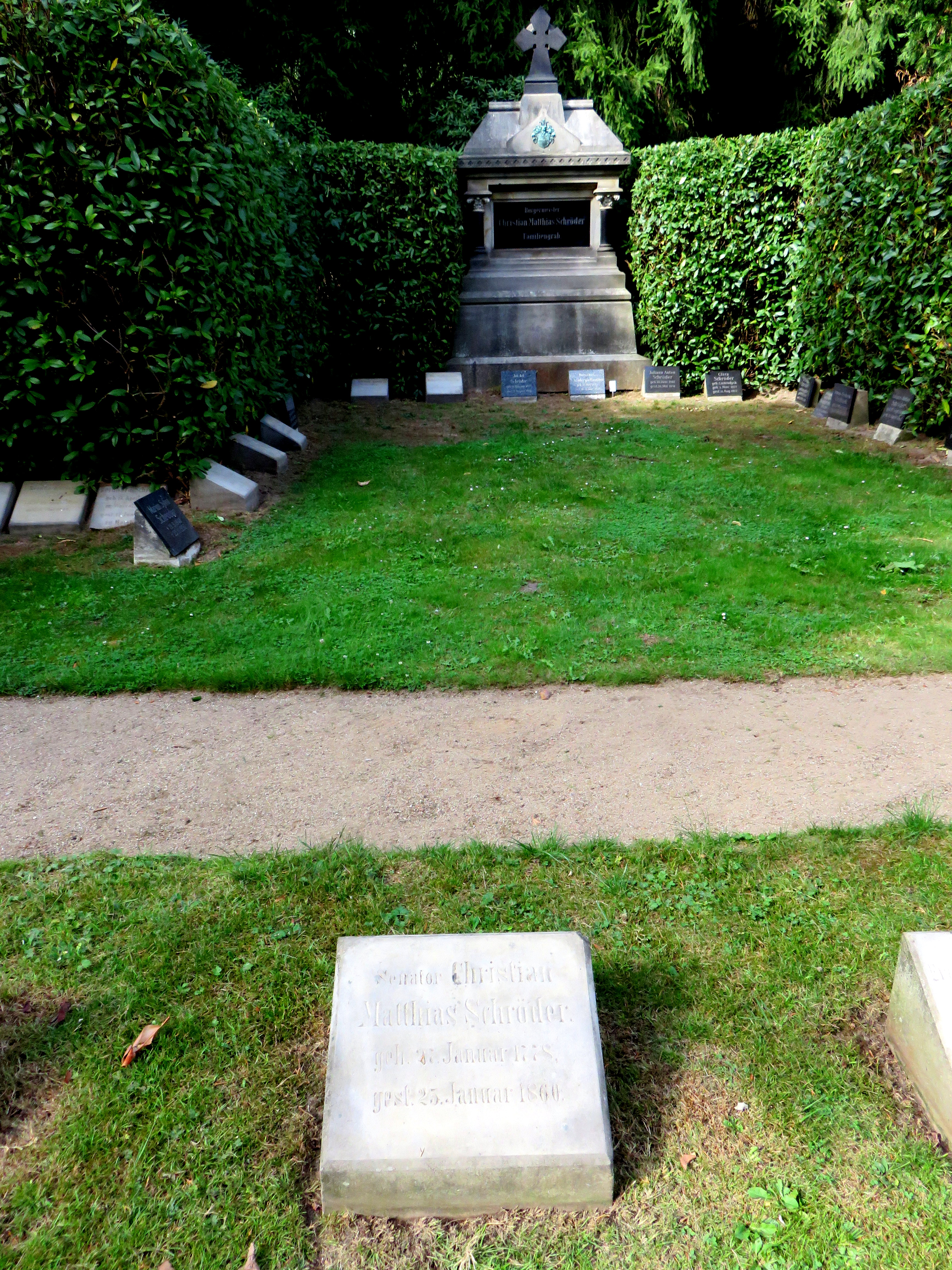
Kissenstein für Christian Matthias Schröder auf dem Friedhof Ohlsdorf

Ein halbes Jahr nach dem Tod seines Vaters wurde Schröder am 28. Dezember 1821 in den Hamburger Rath kooptiert. Schröder griff in den 1840er Jahren den Plan des Hamburger Syndikus Karl Sieveking, eine Kolonie in Brasilien zu gründen, auf. Zusammen mit mehreren anderen Kaufleuten gründete er den Colonisations-Verein von 1849 in Hamburg. Es traf sich gut, dass ein Sohn Schröders hanseatischer Konsul in Rio de Janeiro war und das Projekt unterstützen konnte. Der Verein konnte von François d’Orléans, prince de Joinville und seiner Gemahlin Franziska Caroline von Portugal Land kaufen. Ihnen zu Ehren wurde die 1850 von 17 Siedlern erfolgreich begründete Kolonie Colônia Dona Francisca  genannt (jetzt Joinville). Ein Dorf der Kolonie hieß später zu Schröders Ehren Schrödersort und heißt heute Schroeder. 1860 lebten 2885 Personen in der Colônia Dona Francisca. Heute ist die ehemalige Kolonie nach Joinville eingemeindet.
Infolge der Wirtschaftskrise von 1857 brach auch das Handelshaus Christ. Matthias Schröder & Co. 1858 zusammen. Schröder machte bankrott, er musste infolgedessen aus dem Rath ausscheiden. Der Rath gab eine Ehrenerklärung für ihn ab, er erhielt weiterhin die vollen Bezüge und durfte weiterhin den Titel Senator führen. Frédéric de Chapeaurouge wurde am 5. Mai 1858 zu seinem Nachfolger gewählt.
Der Hamburger Bürgermeister Carl August Schröder war ein Enkel von Christian Matthias Schröder.
Auf dem Hamburger Friedhof Ohlsdorf befindet sich bei Planquadrat U 21 südlich der Nebenallee und östlich von Kapelle 2 für Christian Matthias Schröder ein Kissenstein zwischen denen seiner ersten und seiner zweiten Ehefrau.